# Chacraraju
Chacraraju (van Quechua Chakrarahu)  is een 6.108 meter hoge berg in Peru. De berg maakt deel uit van de bergketen Cordillera Blanca in de Andes en is gelegen in het Nationaal park Huascarán.
De berg heeft twee pieken: De Chacraraju oeste (west), met een hoogte van 6.108 meter en de Chacraraju este (west), met een hoogte van 6.001 meter. De westelijke piek werd voor het eerst beklommen in 1956, door een team onder leiding van Lionel Terray. In 1962 wist hij met zijn team ook de oostelijke piek te bedwingen. De Chacraraju heeft de bijnaam de "onmogelijke berg".